# Superskup Perzej-Ribe
Superskup Perzej-Ribe (SCl 40) jedna je od najvećih struktura u svemiru. Čak i na udaljenosti od 250 milijuna svjetlosnih godina, ovaj se lanac skupova galaksija širi preko više od 40° sjevernog zimskog neba. Superskup Perzej-Ribe jedan je od dvije dominantne koncentracije galaksija (druga je Mjesni superskup) u obližnjem svemiru (unutar 300 milijuna svjetlosnih godina). Ovaj superskup također graniči s istaknutom prazninom, prazninom Bik, i dio je vlakna Perzej-Pegaz koji se proteže na oko milijardu svjetlosnih godina.

## Skupovi
Glavni skupovi superskupa Persej-Ribe su Abell 262, Abell 347 i Abell 426.